# Timarcha corinthia
Timarcha corinthia — вид жуков из подсемейства хризомелин семейства листоедов.

## Распространение
Встречается в Албании, Боснии, Далмации и Банате.

## Подвиды
- Timarcha corinthia albanica Apfelbeck, 1912
- Timarcha corinthia corinthia Fairmaire, 1873